# Зегжинское водохранилище
Зегжинское водохранилище (пол. Zalew Zegrzyński) или Зегжинское озеро (пол. Jezioro Zegrzyńskie) — водохранилище в Польше, расположено примерно в 30 км к северу от центра Варшавы. Оно создано при сооружении дамбы в 1963 году в нижнем течении реки Нарев (также называемой Буго-Нарев). Площадь водохранилища около 33 км².
Из-за своей близости к Варшаве является популярным местом отдыха её жителей.